# Sonja
Sonja je žensko osebno ime.

## Izvor imena
Ime Sonja je rusko Соня (Sonja) je ruska manjšalna oblika iz imena Sofija, le to pa izhja iz grškega imena Σοφια (Sofía). Grško ime povezujejo z grško besedo σοφια (sofía) v pomenu »modrost«. Ime Sonja se je na Slovenskem uveljavilo v novejšem času, medtem ko se običajno slovensko ime Zofija in njene različice na slovenskem ozemlju v starih listinah zapisane že v 12. stoletju.

## Različice imena
Sofia, Sofie,Sofka, Sonia, Sonita, Sonjica, Zofija

## Tujejezikovne različice imena
- pri Angleži: Sonya
- pri Čehih, Slovakih: Soňa
- pri Madžarih: Szonja
- pri Fincih, Norvežanih, Švedih: Sonja

## Pogostost imena
Po podatkih Statističnega urada Republike Slovenije je bilo na dan 31. decembra 2007 v Sloveniji število ženskih oseb z imenom Sonja: 8.455. Med vsemi ženskimi imeni pa je ime Sonja po pogostosti uporabe uvrščeno na 18. mesto.

## Osebni praznik
V koledarju je ime Sonja uvrščeno k imenu Zofija; god praznuje 15. maja, ponekod 30. septembra (https://www.druzina.si/clanek/zofija).